# The Elder Scrolls IV: Oblivion
The Elder Scrolls IV: Oblivion é um jogo eletrônico de RPG de ação desenvolvido pela Bethesda Game Studios para Microsoft Windows, Xbox 360 e PlayStation 3. É o quarto jogo da série The Elder Scrolls. Foi lançado em março de 2006 para Windows e Xbox 360. A versão para o Playstation 3 foi lançada cerca de um ano depois.
O jogo foi muito bem recebido pela maior parte dos críticos, vencendo diversos prêmios. Dentro de uma semana, o jogo já havia vendido mais de 1,7 milhão de cópias, e mais de 3,5 milhões até novembro de 2011.

## Jogabilidade
Oblivion continua a tradição da série The Elder Scrolls possibilitando ao jogador explorar qualquer lugar do mundo a qualquer momento, incluindo a possibilidade de ignorar o objetivo principal por um período de tempo ou indefinidamente. O jogador pode fazer missões secundárias, interagir com NPCs, desenvolver seu personagem, e viajar a qualquer lugar de Cyrodiil, a província fictícia onde se passa o jogo. O jogo não termina, e o jogador pode escolher continuar explorando o mundo e fazendo outras tarefas mesmo após o término da missão principal. A jogabilidade possui um sistema de "viagem rápida", que possibilita ao jogador viajar a qualquer lugar do jogo que já foi explorado (excluindo as cidades principais, que são disponíveis para viagem desde o começo do jogo).
O desenvolvimento do personagem é uma das mecânicas principais de Oblivion. No começo do jogo, o jogador escolhe qual será a raça do personagem principal, cada uma dessas raças com suas características e habilidades únicas, e também escolhe como será sua aparência, com várias opções de customização. Além da criação e customização do personagem, o jogador escolhe, assim como em outros RPGs, qual será a classe do seu personagem, podendo criar também uma classe personalizada, selecionando quais serão suas habilidades principais.
Sete habilidades são escolhidas no começo do jogo de acordo com a classe do personagem, sendo as restantes habilidades podendo também serem treinadas no decorrer do jogo, mas estas são habilidades com menos importância para o jogador. Sempre que o jogador melhora uma de suas habilidades principais dez vezes, ele passa de nível, e daí ele escolhe para quais atributos seus pontos irão. Atributos são qualidades mais planas (como por exemplo "velocidade" ou "sorte"), por outro lado habilidades são coisas mais específicas (como "alquimia" ou "furtividade").
Oblivion pode ser jogado tanto em primeira ou terceira pessoa. O jogador pode alterar a dificuldade do jogo a qualquer momento, alterando o quanto de dano que o jogador faz e o quanto de dano que os inimigos fazem, porém, não há mudanças na qualidade dos itens que podem ser encontrados. A HUD do jogo contém as informações básicas do personagem, incluindo saúde, magicka, vigor, e qual equipamento ou magia está equipada.
O jogador pode se deparar com criaturas conhecidas em mundos dos jogos de RPG, como esqueletos e goblins, e diversos animais como lobos e veados. Inimigos ficam mais fortes e armas e armaduras ficam mais eficazes a medida que o jogador vai progredindo de nível. Essa mecânica de progressão de nível é importante para manter a dificuldade mais consistente. Porém, esse sistema acabou recebendo críticas, já que isso poderia desequilibrar o jogo, tornando inimigos mais fortes do que deveriam ser.
Além da grande missão principal, o jogador pode também associar-se a guildas, clubes, cultos, ou clãs no jogo. Há várias guildas, sendo as principais a da Dark Brotherhood, Guilda dos Guerreiros, Guilda dos Magos, e a Guilda dos Ladrões.

## História
Depois do misterioso assassinato do Imperador, Uriel Septim VII, o trono de Tamriel permanece vazio. Com o Império à beira do desmoronamento, os portais de Oblivion são abertos e os Daedras marcham sobre Tamriel, deixando um rastro de destruição por onde passam. Para lutar contra esse mal, o jogador deve encontrar o herdeiro perdido do trono e esclarecer a sinistra conspiração que ameaça destruir toda Tamriel e assim, terminar com a Crise de Oblivion.
A trama começa com o personagem principal preso sob circunstâncias desconhecidas na Cidade Imperial, capital de Cyrodiil e do Império. A cela em que o jogador está é entrada para uma rota secreta de fuga, usada em casos de emergência.
O Imperador Uriel Septim VII chega à prisão escoltado por vários guarda-costas. É revelado que assassinos (mais tarde é revelado que tais assassinos são, na verdade, membros de um culto conhecido como Mythic Dawn) eliminaram os três filhos de Uriel e agora o estão perseguindo. Durante a conversa, Septim afirma que viu você em seus sonhos e visões. Os guarda-costas do Imperador (parte dos chamados Blades, uma tropa de protetores e investigadores espalhados por todo o Império) levam o jogador à rota de fuga. Em certo ponto o protagonista é forçado a deixar o grupo e segue sozinho por catacumbas. É nesse local que o Tutorial ocorre, explicando os princípios básicos do jogo.
No final das catacumbas, o protagonista se encontra novamente com os guardas e Septim, quando são cercados por assassinos, e é seu objetivo proteger o Imperador. Uma batalha acontece, forçando o grupo a um caminho sem saída. Ali, o jogador é deixado com o Imperador, enquanto os Blades lutam com o inimigo. Uriel então confia ao protagonista o Amulet of Kings (Amuleto dos Reis), um amuleto especial que só pode ser usado por aqueles da linhagem dos Septim, e ordena que ele leve este amuleto para um homem chamado Jauffre. Inesperadamente, um assassino cerca Uriel e o mata. Quando o assassino é morto, só há um guarda que sobreviveu, Baurus, que rapidamente vai conversar com o protagonista. Ele explica que Jauffre é o Mestre dos Blades, e pode ser encontrado em um local chamado Weynon Priory, perto da cidade de Chorrol. Logo depois, o protagonista sai dos esgotos e começa sua jornada por Tamriel; é de escolha do jogador se ele irá seguir estas ordens ou o seu próprio caminho.
Se o jogador escolhe seguir a quest principal, e se aventura para Weynon Priory, é revelado que a morte do Imperador possibilitou a abertura de muitos portais para Oblivion, e uma invasão de Daedras é o resultado. A única maneira de fechar esses portais é encontrar algum descendente da linhagem dos Septim para retomar o trono e acender novamente os Dragonfires na Imperial City.
Felizmente, é também revelado que há, de fato, um herdeiro para o trono: um filho não-legítimo de Septim, chamado Martin, que está residindo na cidade de Kvatch.
O protagonista deve, então, se aventurar até Kvatch e trazer Martin para Weynon Priory. Porém, os Daedras sitiaram a cidade, e o jogador precisa entrar no portal aberto neste local e fechá-lo.
Após fechar o portal, o jogador é aclamado "O Herói de Kvatch", e se torna, de uma certa maneira, famoso através de Cyrodil. Depois de matar todos os inimigos no pátio da cidade, o protagonista entra na capela e convence Martin a segui-lo até Weynon Priory. Ao chegar, o jogador logo fica sabendo que Weynon Priory está sendo sitiada pelos Mythic Dawn e que o Amulet of Kings foi roubado. Após o ataque, Jauffre diz ao protagonista para escoltar Martin até Cloud Ruler Temple, a fortaleza dos Blades localizada nas Montanhas Jerall. Ao chegar, Martin é reconhecido como Imperador e o comando dos Blades é passado a ele. Depois de algum planejamento, Jauffre diz ao jogador para se encontrar com Baurus na Imperial City, o único sobrevivente do começo do jogo. Eles devem encontrar o Shrine of Dagon (Santuário de Dagon), o local de um culto Daedrico, onde se acredita que esteja o Amulet of Kings.
Após alguma investigação, o protagonista chega até o Santuário, infiltrando-o ou atacando-o, dependendo do que o jogador decidir fazer. De qualquer modo, é muito tarde para recuperar o Amuleto, porque Mankar Camoran, o líder dos Mythic Dawn, escapa para o seu "Paraíso" através de um portal criado usando um livro misterioso chamado Mysterious Xarxes. O protagonista retoma este livro e leva-o para Martin, que deduz que a única maneira de recuperar o Amuleto é seguindo Camoran, criando um portal também. Enquanto Martin começa a decifrar o livro, o protagonista deve procurar e matar dois espiões na cidade de Bruma, e investigar mais. O jogador descobre evidências de que o culto sabe onde Martin está.
Neste ponto, o jogador precisa recuperar três peças-chaves que são necessárias para recriar o portal. Estas são: um artefato Daedrico qualquer, uma Great Welkynd Stone e a Armadura de Tiber Septim, o primeiro Imperador da Terceira Era. Além disso, o jogador também tem a opção de conseguir reforços das várias cidades de Cyrodil para ajudar Bruma. Porém, as cidades estão ameaçadas por portais que se abriram perto delas, portanto não podem despachar soldados no momento. Fechando esses portais, a ajuda será concedida. Depois de terminar esta quest, Martin revela que mais um item é necessário para criar o portal, uma Great Sigil Stone, que é usada em uma Great Gate, parecida com aquela que devastou Kvatch.
Martin e Jauffre criam um plano desesperado que involve deixar a cidade de Bruma ser atacada pelos Daedras para que assim um portão principal seja aberto. O herói deve, então, aventurar-se no portal e recuperar a Great Stone dentro de um determinado limite de tempo. Chegando ao campo de batalha de Bruma, Martin faz um discurso aos soldados antes de começar a batalha contra os Daedras. Muitos homens morrem, mas finalmente o portão principal é aberto. O protagonista rapidamente entra nela e a Pedra é recuperada, fechando os portais que foram abertos perto de Bruma. Então, Martin diz ao protagonista para encontrá-lo em Cloud Ruler Temple quando estiver pronto para se aventurar no "Paraíso" de Camoran.
No templo, o portal é criado e o protagonista entra nele, chegando ao "Paraíso de Camoran". Depois de lutar com os homens de Camoran, o jogador finalmente confronta-o em sua sala do trono. O jogador deve derrotá-lo para recuperar o Amuleto. Depois disso, o Paraíso desaparece e o protagonista retorna a Cloud Ruler Temple. O Amuleto é devolvido a Martin, e os Blades vão até a Imperial City para re-acender os Dragonfires, e assim acabar com a invasão de Oblivion. No entanto, os Daedras começam, desesperadamente, a sitiar a cidade. Em uma batalha muito difícil e calorosa, o protagonista e Martin lutam para chegar até o Temple of the One. Quando estão quase chegando, se defrontam com um monstro de dezenas de metros de altura, que está destruindo tudo a sua volta, sendo revelado que este é o próprio Mehrunes Dagon, o Lorde dos Daedras. Martin consegue entrar no Templo, e usa o Amuleto para unir-se com o espírito de Akatosh, o Deus-Dragão do Tempo, tornando-se o seu avatar. Ele derrota Dagon em uma bela batalha. O Amuleto é destruído, Martin desapareceu junto com Akatosh, os portais para Oblivion são fechados para sempre, e o trono remanesce vazio. Um monólogo final de Martin, porém, descreve esta situação de uma forma otimista, declarando que o futuro de Tamriel está agora nas mãos do jogador, e que este é o começo da Quarta Era. Depois da batalha, o jogador é proclamado Campeão de Cyrodil.

## Desenvolvimento
O desenvolvimento de Oblivion começou na metade de 2002, logo após o lançamento de The Elder Scrolls III: Morrowind, e levou cerca de quatro anos para ser finalizado. O jogo estrela as vozes de Patrick Stewart, Lynda Carter, Sean Bean e Terence Stamp.
A edição para Windows também suporta a nova versão do "The Elder Scrolls: Construction Set '(TES:CS)'" que está disponível para download (gratuito) no site da Bethesda. O Construction Set possibilita uma expansão extensiva do jogo, e inclui todas as ferramentas básicas utilizadas pelos designers de Oblivion, dando aos usuários muitas das mesmas oportunidades para criar um conteúdo original do jogo, assim como fizeram os designers.

## Reação crítica
A crítica em relação a Oblivion é praticamente toda positiva. A maioria das fontes especializadas em jogos (PC Gamer UK, PC Gamer US, Gamespot, IGN, Eletronic Gaming Monthly, OXM) deram notas acima de 9.0 para o jogo. O programa de televisão X-Play deu um raro 5/5. GameSpot afirmou que é "simplesmente um dos melhores jogos de RPG de todos os tempos", dando a nota 9.6 para a versão do Xbox e 9.3 para o PC. Porém, a PC Gamer UK criticou a repetitiva e, ocasionalmente, absurda natureza das conversas entre o jogador e os NPCs, mas mesmo assim deu uma alta classificação de 95% na versão para PC. A OXM disse também que a versão do Xbox 360 sofre de repentinas diminuídas no FPS (Frames por Segundo), apesar de não ser tão frequentes como na versão para Windows.
Outros reclamam do sistema de Level do jogo, que, como já foi mencionado, faz com que os oponentes fiquem mais fortes cada vez que o jogador sobe de Level, especialmente se ele não treinar habilidades de combate. Este fato fez com que muitos ‘mods’ surgissem, que deixam certas partes do jogo mais fáceis, ou, em alguns casos, eliminam de vez esse sistema. Apesar das pequenas "falhas", a IGN (cuja nota para o jogo foi de 9.3) afirmou que nenhuma dessas críticas negativas fazem com que o jogo seja, de modo geral, menos divertido.
Quanto à dublagem, as críticas são muito diversificadas. Algumas publicações afirmam que a maneira como as vozes foram trabalhadas no jogo são “uniformemente excelentes e bem estudadas” e “sólidas”, enquanto outras dizem que é uma “grande falha”. A principal razão para as críticas negativas é a repetividade nas falas dos personagens, mesmo quando a qualidade geral da voz foi compensada. Essa repetição foi atribuída ao pequeno número de atores/atrizes para a dublagem e aos diálogos que são brandos.

### Prêmios
- Prêmio Editor Choice Gabe's Game's
- G4 2006 G-Phoria- Jogo do Ano
- IGN Reader's Choice 2006- Melhor RPG (no geral, PC e Xbox 360), Jogo do Ano (PC), Melhor Trilha Sonora.Original (PC), Melhor História (PC e Xbox 360), Melhor Tecnologia Gráfica (PC), Jogo Mais Inovador (PC).
- E3 2005 Game Critics Awards- Excelência em Áudio: Melhor Jogo de RPG.
- MTV 2006 Video Music Awards- Melhor Trilha Sonora em Jogos.
- Spike TV 2006 Video Game Awards- Jogo do Ano, Melhor Trilha Sonora Original, Jogo Mais Viciante, Melhor RPG, Melhor Performance por um Humano (Masculino).
- 2006 Golden Joystick awards- Melhor Jogo do Ano (no geral).
- Gamespot Reader's Choice 2006- Melhor História, Jogo do Ano (PC), Melhor Dublagem, Melhor RPG (no geral), terceiro lugar entre os Melhores Jogos do Ano.

## Reclassificação etária
Em 3 de maio de 2006, Oblivion foi reclassificado de T (Teen) para M (Mature) pela ESRB. A ESRB afirmou que isso foi devido às “detalhadas cenas de sangramento e morte que não foram consideradas inicialmente”, além de texturas ocultas incluídas na versão de lançamento, acessíveis através de mods, que podem ser consideradas impróprias para crianças. Após a Bethesda ter modificado tais texturas, a classificação continuou em M.

## Expansões
Desde seu lançamento, Oblivion teve muitas pequenas expansões (plug-ins) que podem ser baixadas do site oficial. Os plug-ins oficiais incluem novas quests, casas para o jogador morar, armaduras para cavalos, novas magias, dentre outros. Os plug-ins custam entre um a três dólares.
Além desse conteúdo, um plugin denominado "Knights of the Nine" foi lançada em 21 de novembro de 2006, tanto para Windows como para Xbox 360'. Apesar de não ser um verdadeiro pacote de expansão, Knights of the Nine dá ao jogo um grande número de novas quests, adicionando muitas horas de jogabilidade. Além disso, o plugin inclui todos os plug-ins oficiais lançados anteriormente, permitindo aos jogadores que não possuem conexão à Internet aproveitá-los. Knights of the Nine é incluído gratuitamente na versão de Oblivion para o Playstation 3.
Um pacote de expansão oficial chamado "Shivering Isles" foi lançado em 27 de março de 2007 para Windows e Xbox 360. A expansão oferece mais de 30 horas de novas aventuras, apresentando muitas novas quests, monstros, jogabilidade melhorada e uma nova região que "você pode perceber que mudará de acordo com as suas decisões de vida-ou-morte."

### Mods
Além dos plug-ins oficiais da Bethesda, há um enorme número de modificações gratuitas criadas por usuários, mais conhecidas como "mods", que estão disponíveis para a versão do Windows. Mods são destinados a mudar certos aspectos do jogo. São extremamente populares na versão do Windows; há mods que aperfeiçoam os gráficos, modificam a interface do usuário, balanceiam e/ou aperfeiçoam a jogabilidade geral, adicionam novas raças, itens e áreas exploráveis.

## Remasterização
Informações recentes emergiram sobre um suposto remake de The Elder Scrolls 4: Oblivion. Conforme reportado pelo site MP1st, o jogo está sendo reformulado para lançamento ainda em 2025, totalmente refeito na Unreal Engine 5.
A remasterização do jogo foi lançada em 22 de Abril de 2025 para Microsoft Windows, PlayStation 5 e Xbox Series X/S, e foi disponibilizado no primeiro dia no Xbox Game Pass.